# 錐吻紋胸鮡
錐吻紋胸鮡，為輻鰭魚綱鯰形目鮡科的其中一種，為熱帶淡水魚類，分布於亞洲印度及中國淡水流域，體長可達14公分，棲息在水流快速的溪流底中層水域，生活習性不明。

## 扩展阅读
維基物種上的相關：錐吻紋胸鮡